# Unte Mungkur
Unte Mungkur is een bestuurslaag in het regentschap Tapanuli Utara van de provincie Noord-Sumatra, Indonesië. Unte Mungkur telt 1124 inwoners (volkstelling 2010).